# Ulam-Buriaš
Ulam-Buriaš byl kassitský král Babylonie v druhé polovině 15. století př. n. l. a bratr předchozího krále Kaštiliaše III.
Ještě před nástupem na babylonský trůn, v době kdy byl u vlády jeho bratr Kaštiliaš III., podnikl Ulam-Buriaš válečnou výpravu na jih od Babylónu, do tzv. Přímořské říše. Tu si dokázal podmanit, porazil posledního krále přímořské dynastie Ejjagamalija (Ea-gamil) a stal se tam vládcem (okolo 1460 př. n. l.). Po bratrově smrti se ujal dědictví i v samotném Babylonu a připojil jižní přímořské území k Babylonské říši.
Údaje o délce jeho vlády se nedochovaly.